# Kloster Ramsau bei Haag
Das Kloster Ramsau bei Haag ist ein ehemaliges Kloster der Augustinereremiten in Ramsau (Gemeinde Reichertsheim) in Bayern in der Diözese Freising.

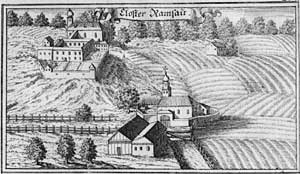
Stich des Klosters aus dem Churbaierischen Atlas des Anton Wilhelm Ertl 1687

## Geschichte
Das der Heiligen Maria, St. Augustinus und St. Georg geweihte Kloster wurde 1412 durch Jörg von Frauenberg, Besitzer der Herrschaft Haag gegründet. Es wurde 1802 im Zuge der Säkularisation aufgelöst. Die Klostergebäude kamen zunächst in Privatbesitz. 1899 errichteten Franziskanerinnen in den Gebäuden ein Waisenhaus (Kinderheim St. Joseph). Seit 1996 sind im Kloster Wohngemeinschaften mit 40 Wohnplätzen für geistig Behinderte untergebracht (Stiftung Ecksberg).

## Denkmal
Der Südflügel des Klosters Ramsau ist erhalten, ein dreigeschossiger barocker Walmdachtrakt, im Kern 1731, modernisiert und erweitert.

## Persönlichkeiten
- Theodor Grünberger (1756–1820), Komponist, Augustinermönch und Priester; schuf im Kloster Ramsau einen Großteil seiner bedeutendsten Werke.